# 驻苏里南外交机构列表

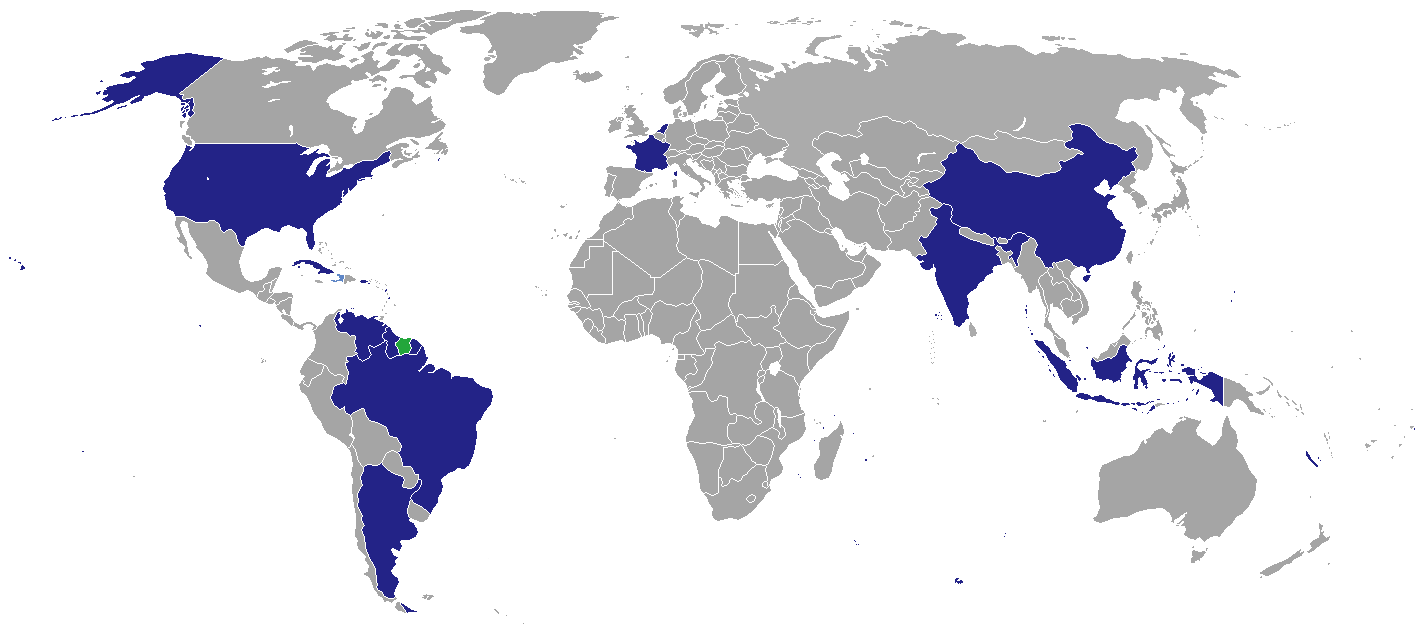
驻苏里南领事机构示意图

本列表列出了驻苏里南的各国领事机构，苏里南首都帕拉马里博共有12个大使馆。

## 大使馆

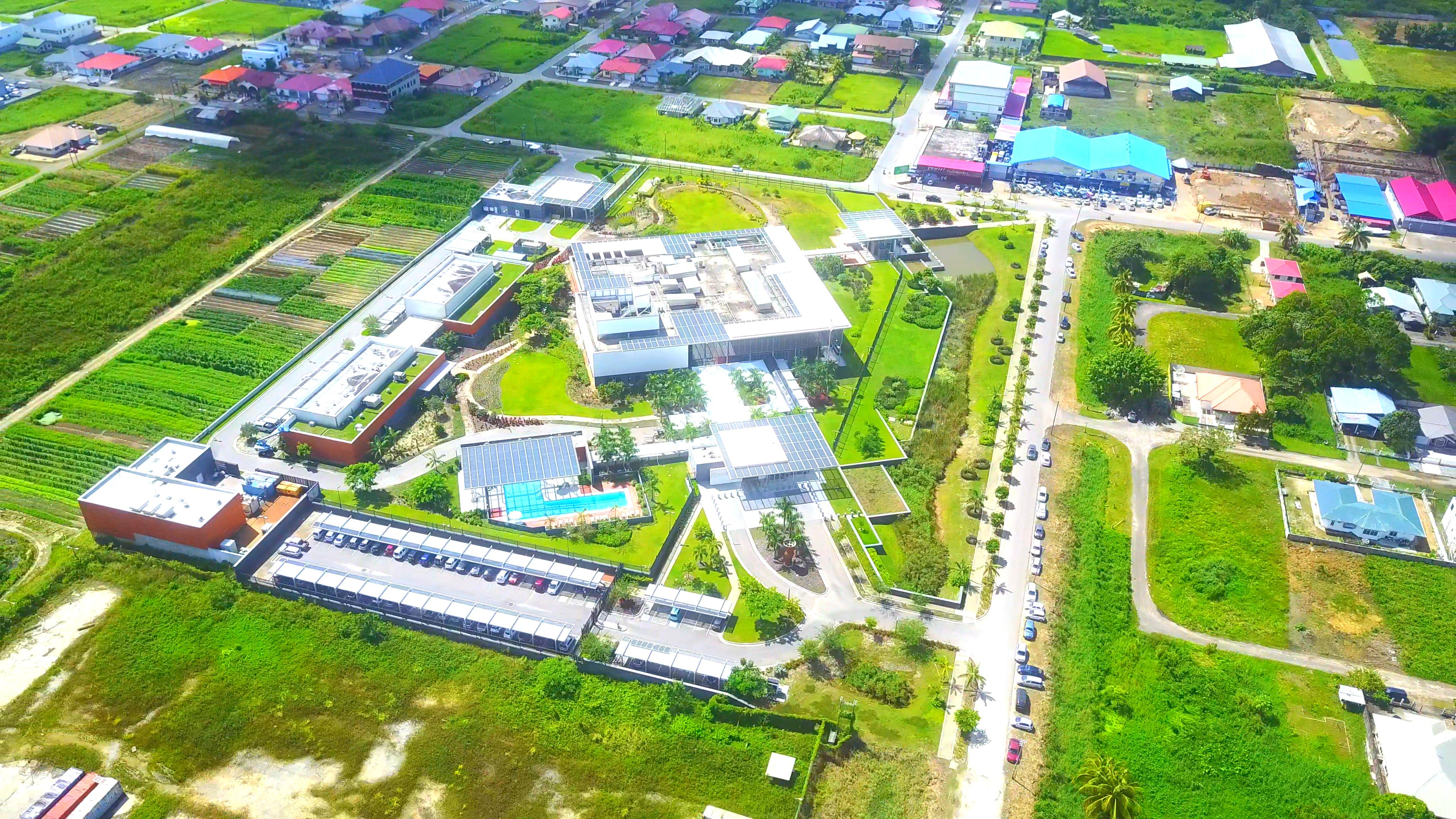
美国驻苏里南大使馆

帕拉马里博
| - 阿根廷 - 巴西 - 中华人民共和国 - 古巴 - 法國 - 印度 - 印度尼西亞 - 荷蘭 - 馬爾他騎士團 - 美国 - 委內瑞拉 |

### 总领事馆
帕拉马里博
- 海地

新尼克里